# منتخب سريلانكا لاتحاد الرغبي
منتخب سريلانكا الوطني لاتحاد الرغبي هو ممثل سريلانكا الرسمي في المنافسات الدولية في اتحاد الرغبي .